# Грецкий, Вячеслав Владимирович
Вячеслав Владимирович Грецкий (род. 23 декабря 1996, Гродно) — белорусский хоккеист, нападающий.

## Биография
Встал на коньки в 6-7 лет. Первый матч, который увидел Грецкий — сенсационная победа сборной Белоруссии над Швецией (4:3) в четвертьфинале Олимпийских игр 2002 года — «мне понравился не столько хоккей, сколько форма шведов, и я загорелся желанием играть». Начал заниматься хоккеем в спортивной школе Гродно, выделялся техникой обращения с шайбой, скоростью передвижения на льду, смекалкой.
В сезоне 2012/13 дебютировал в высшей лиге Белоруссии в составе второй команды гродненского «Немана». В сезонах 2015/16 — 2016/17 сыграл 15 матчей в чемпионате Белоруссии за «Неман». В сезоне 2016/17 отдавался в аренду в «Динамо-Молодечно». Следующий сезон начал в ХК «Лида», затем перешёл в «Динамо-Молодечно». 14 августа 2019 года подписал двухлетний двусторонний контракт с клубом КХЛ «Динамо» Минск, дебютировал в лиге 2 сентября в домашнем матче против «Нефтехимика» (2:4). В результате интернет-флешмоба, устроенного болельщиками «Динамо», попал на матч звёзд КХЛ 2020, проведя до этого всего 9 матчей в КХЛ и не набрав ни одного очка. После этого о Грецком, выступавшим под 99-м номером, появилась информация в североамериканских СМИ; о нём упомянул и Уэйн Гретцки, заметив, что его предки также были из Гродненской области. 21 февраля 2020 года забросил единственную шайбу за «Динамо» — в матче с ЦСКА (1:8). Провёл ещё один матч и был переведён в фарм-клуб «Динамо-Молодечно». Следующий сезон провёл там же, пропустив много времени из-за травмы. В сезоне 2021/22 играл за «Неман». 23 мая 2022 года подписал пробный контракт с хабаровским «Амуром» из КХЛ, а 23 августа заключил однолетнее двустороннее соглашение. Летом 2023 года подписал однолетний 6-миллионный контракт.